# Dopotutto
Dopotutto è un singolo della cantante italiana Federica Carta, pubblicato il 5 maggio 2017 come secondo estratto dall'album Federica.
Il brano è stato scritto e composto da Federica Abbate, Luca Serpenti e Gianclaudia Franchini, ed è stato presentato per la prima volta dal vivo dalla cantante durante il serale di decima edizione del talent show Amici di Maria De Filippi.
Il singolo ottiene la certificazione di disco d'oro per aver venduto più di 25 000 copie.

## Tracce
Testi e musiche di Federica Abbate, Luca Serpenti e Gianclaudia Franchini.
1. Dopotutto – 3:48